# 福里達典
福里 達典（ふくさと たつのり、10月12日 - ）は、日本の男性声優。RME所属。東京都出身。

## 人物
趣味は読書、ゲーム。特技は米炊き。

## 出演作品
太字はメインキャラクター。

### 吹き替え

#### 映画
- アノマリー（ライアン〈ノエル・クラーク〉）
- ある戦争（ナジブ）
- アルティメット・ファイター（エヴァン）
- エスコバル 楽園の掟（ディラン）
- ELEVATOR（モハメッド）
- 奥様は魔女（アレン）
- 女処刑人（キャル）
- カットバンク（ダービー・ミルトン〈マイケル・スタールバーグ〉）
- 悲しみより、もっと悲しい物語（ジーゴー〈ダーチン〉[2]）
- コールド・バレット 凍てついた七月（レイ）
- 荒野の決闘（バージル）
- 心の旅路
- コロラド（デル・スチュワート〈ウィリアム・ホールデン〉）
- サウルの息子（アブラハム）
- THE CROW 前・後編（トーマス）
- シェーン（アーニー）※PDDVD版
- シャレード（バーソロミュー）
- ZONE OF THE DEAD（プリズナー）
- ソードハンド（アルベルト）
- ターザンの大冒険（テンバ）
- ダラス・バイヤーズクラブ（クリント）
- デンジャラス・チェイス（コナー〈アンディ・オン〉）
- トランス・シューター（ジョン）
- DRONE/ドローン（クリス〈ジョン・ブラザートン〉）
- バッドガイズ!!（ジェームズ・マンガン〈テオ・ジェームズ〉）
- ハリウッド式 恋のから騒ぎ（ブラッド）
- バンク・クラッシュ（ジンクス）
- 犯罪都市（チャン・チェン〈ユン・ゲサン〉）
- FIREBALL（ジン）
- プリズナー・オブ・パワー 囚われの惑星（ファンク）
- プリズン・ブレーキ（ジマーマン）
- ファインド・ミー（ディビッド〈アーロン・ポール〉）
- ペインテッド・ヴェール 〜ある貴婦人の過ち〜（ウォルター・フェイン〈エドワード・ノートン〉）
- マクベイン（フランク・ブルース〈マイケル・アイアンサイド〉）※DVD版
- マルモイ ことばあつめ（リュ・ジョンファン〈ユン・ゲサン〉[3]）
- メッセージマン（ライアン〈ポール・オブライエン〉）
- UKギャングスター イギリスで最も恐れられた男（エムレ）
- リー・ルオチュウ
- リオグランデの砦（セントジェイク）
- RULE〜無法都市〜（ショーン・ライリー〈ジョニー・ストロング〉）
- ロイヤルストレートフラッシュ（ウィンストン）
- ワイルドチェイサー

#### ドラマ
- オー・マイ・クムビ（チャ・チス〈イ・ジフン〉）
- 彼と私と両家の事情
- トラベラーズ（ジェフ）

### アニメ
- シーフード（リー）
- ウィーリー ヒロイン救出大作戦！！　（ベン）
- ディープ　（ラルフ）
- ネクトン一家の深海探検（セバスチャン・コンガー）

### ゲーム
- THE NEW GATE（2016年、シャドゥ・クロサワ）
- ラストエトワール（マーニ、ポセイドン、コーハット、カルラ）
- ステラバラード：紋章の守護者と暁の竜（ソマン、モリス）
- シティダンク２（矢吹、バード、メイソン）
- グラナド・エスパダ（レジスタンス ケス）
- キングダムカム・デリバランス（アンドリュー、ラント）
- 封神ヒーローズ（元始天尊）
- レイルウェイ エンパイア（ウィリアム・クラーク）
- Project Nimbus（ドミニオン、ボズ）
- テストドライブ アンリミテッド2（トッド）
- マージャンラン王（花京院）
- フィーバーダンク

### パチンコ・パチスロ
- CR 神音の森（足高天狗）
- CR 眠狂四郎（白鳥主膳）
- 佐武と市 捕物控（稲妻小僧）

### ドラマCD
- 対決9 小野坂昌也VS緑川光~史記~楚漢の二人

### ボイスオーバー
- 極嬢ヂカラ

### 舞台
- 民話芸術座
  - 火の鳥
  - 雨ふり小僧
  - 見果てぬ夢
  - 夏の夜のハムレット
- 法律の常識世間の非常識・第2回公演「そんなぁ･･･こんなことってありかよっ」